# Train léger Gmunden-Vorchdorf
La ligne de train léger Gmunden-Vorchdorf (en allemand : Lokalbahn Gmunden-Vorchdorf) ou ligne du Traunsee (en allemand : Traunseebahn) est une ligne de chemin de fer secondaire de tram-trains en Haute-Autriche. Elle est exploitée par Stern & Hafferl VGmBH.